# Mirror Mirror (Blind Guardian)
Mirror Mirror è un singolo del gruppo musicale tedesco Blind Guardian, pubblicato nel 1998, tratto dall'album Nightfall in Middle-Earth.
L'autore della copertina è Andreas Marschall.
Il testo di Mirror Mirror, basato su Il Silmarillion di J. R. R. Tolkien, racconta di come Turgon, in vista di un'inevitabile sconfitta, costruisca la città di Gondolin, aiutato da Ulmo ("Signore dei Mari").
Il singolo include anche la versione live di due canzoni dell'album del 1995 Imaginations from the Other Side e una cover del brano Beyond the Realms of Death dei Judas Priest.

## Tracce
1. Mirror Mirror – 5:07
2. And the Story Ends (Live) – 6:47
3. Imaginations from the Other Side (Live) – 8:23
4. Beyond the Realms of Death (cover dei Judas Priest) – 7:02

## Componenti
- Hansi Kürsch - voce
- André Olbrich - chitarra
- Marcus Siepen - chitarra
- Thomas Stauch - batteria